# Садала (фракийский династ)
Садала (др.-греч. Σαδάλας) — фракийский правитель III века до н. э.

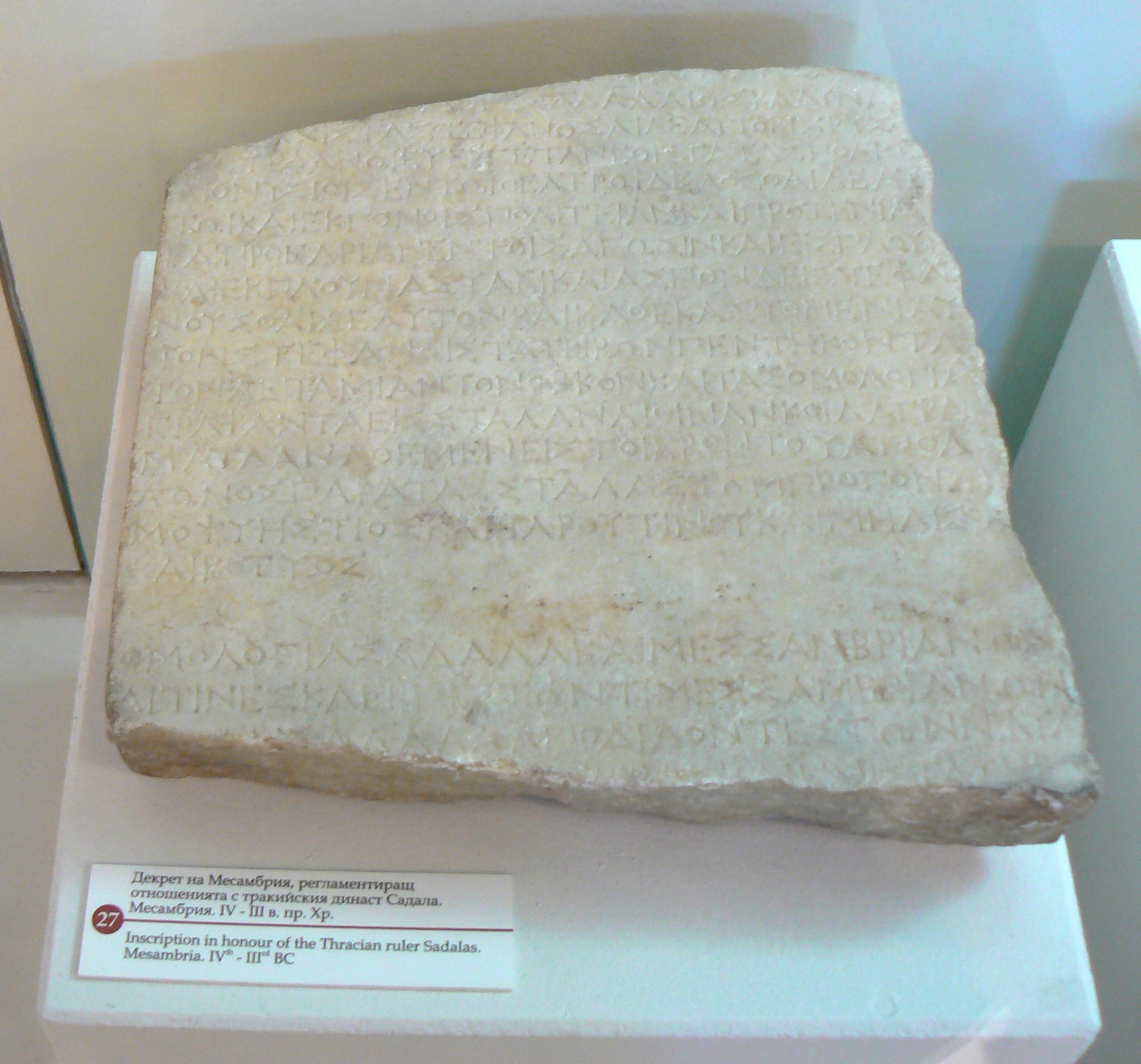
Договор Садалы с месембрийцами

## Биография
О Садале стало известно из обнаруженной в болгарском городе Несебыр частично сохранившейся стелы, датируемой концом IV — началом III века до н.э, либо серединой или второй половиной III века до н. э. и впервые опубликованной в 1951 году сотрудником Бургасского народного музея Иваном Гылыбовым. 
Некоторые исследователи, например, Хр. М. Данов, Снисаренко А. Б., склонны считать Садалу правителем астов. Другие, такие как Гылыбов, Михайлов Г., признали Садалу одрисским властителем.
Жители греческого полиса Месембрии обязывались каждый год преподносить Садале золотой венок стоимостью 50 статеров. В соглашении упоминаются и предшественники Садалы: Мопсиестий, Тарутин, Медиста и Котис, ранее получавшие от горожан аналогичные подношения. По замечанию Анисимова К., трудно сказать, были ли они родственниками. Не исключен и тот факт, что Садала был одним из сыновей Севта III, а его преемником был Севт IV. Как отметил Лазаренко И., ничего не известно о взаимоотношениях упомянутых в надписи династов с македонскими царями Филиппом II и Александром Македонским, а также Лисимахом. Наряду с предоставлением Садале различных почестей оговаривалось право для его судов на свободный вход в гавань Месембрии и выход из него. Также в уцелевшей части декрета идёт речь о последствиях для потерпевших кораблекрушение. Исследователи несколько по-разному оценивают его содержание. По мнению Снисаренко А. Б., со стороны фракийского правителя давались гарантии безопасности моряков и пассажиров и сохранности их имущества, тем самым «фактически поощрялись плавания месембрийцев к Проливам»; аналогичное соглашение было заключено жителями Коса с вифинским царём Зиэлом. Однако О. Л. Габелко посчитал данное сравнение некорректным, так как хотя налицо этническая близость и примерно одинаковый уровень социально-экономического развития фракийцев и вифинцев, но, в отличие от Месембрии, Кос в это время не подвергался внешнему давлению. Лазарев М. же подчёркнул, что некоторые прибрежные города, страдавшие от наносящих ущерб морской торговле грабежей, старались ограничить его размер в специальных договорах.